# Cihamerang
Cihamerang is een bestuurslaag in het regentschap Sukabumi van de provincie West-Java, Indonesië. Cihamerang telt 6388 inwoners (volkstelling 2010).